# Чулюкін Юрій Степанович
Ю́рій Степа́нович Чулю́кін (рос. Ю́рий Степа́нович Чулю́кин; 9 листопада 1929, Москва, Російська РФСР — 7 березня 1987, Мапуту, Мозамбік) — радянський кінорежисер, сценарист, кіноактор, автор текстів пісень. Член КПРС з 1956 року. Народний артист РРФСР (1979).

## Біографія
Закінчив в 1956 році режисерський факультет ВДІКа, де навчався у Г. В. Александрова та М. Е. Чіаурелі. Деякий час працював на телебаченні (зняв близько трьох десятків нарисів). В 1958 році Чулюкін починає працювати на «Мосфільмі».
З 1982 року Юрій Чулюкін викладав у ВДІКу. Неодноразово виступав як сценарист і актор.
Загинув в Мапуту, причини загибелі досі невідомі. Похований в Москві на Кунцевському кладовищі.

## Фільмографія

### Режисерські роботи
- 1955 — «Дим у лісі» (дипломний, короткометражний, у співавт. з Є. Кареловим)
- 1959 — «Непіддатливі»
- 1961 — «Дівчата»
- 1963 — «І жартома, і всерйоз...»
- 1966 — «Королівська регата»
- 1968 — «Багаття на баштах» (у співавт.)
- 1969 — «Король манежу»
- 1969 — «Життя, що стало легендою» (у співавт.)
- 1973 — «І на Тихому океані...»
- 1975 — «Батьківщини солдат»/ есп. Soldato de patrujo
- 1978 — «Поговоримо, брате...»
- 1979 — «Весняна Олімпіада, або Начальник хору» (у співавт. з I. Магітоном)
- 1982 — «Не хочу бути дорослим»
- 1983 — «Комета» (у співавт. з Р. Вікторовим)
- 1985 — «Як стати щасливим»
- 1986 — «Мікко з Тампере просить поради» (радянсько-фінський т/ф) та ін.

### Сценарист
- 1963 — «І жартома, і всерйоз»
- 1963 — «Юнга зі шхуни „Колумб“»
- 1965 — «Двоє» (у співавт. з М. Богіним)
- 1967 — «Дубравка» (у співавт. з Р. Погодіним)
- 1968 — «Багаття на баштах» (у співавт.)
- 1969 — «Життя, що стало легендою» (у співавт.)
- 1969 — «На шляху в Берлін» (у співавт. з К. Рапопортом i Б. Васильєвим)
- 1969 — «Король манежу» (у співавт. з Ю. Казаковим i I. Гостєвим
- 1973 — «І на Тихому океані...» (у співавт. з О. Гороховим i Т. Івановою)
- 1973 — «Новосілля в будній день» (у співавт. з О. Гороховим і Роберт Меркуном)
- 1975 — «Озирнись, знайдеш друзів» (у співавт. з Г. Кушніренком i Русланом Тотровим)
- 1975 — «Батьківщини солдат»/ есп. Soldato de patrujo (у співавт. з О. Гороховим і Г. Кушніренком)
- 1977 — «Ах, любов!..»
- 1977 — «Р. В. С.»/ рос. «Р. В. С.» («революционный военный совет»)
- 1978 — «Поговоримо, брате...» (у співавт. з Г. Кушніренком i А. Івановим)
- 1978 — «Бунтівний „Оріон“» (у співавт. з Г. Кушніренком)
- 1980 — «Кільце старого шейха»
- 1981 — «Під свист куль» (у співавт. з О. Гороховим)
- 1982 — «Чоловіче самолюбство» (у співавт. з Русланом Тотровим)
- 1982 — «Не хочу бути дорослим» (у співавт. з Г. Кушніренком)
- 1983 — «Срібний вік»
- 1983 — «Лицарі чорного озера» (у співавт.)
- 1983 — «Справа за тобою!» (у співавт. з А. Івановим)
- 1985 — «Як стати щасливим» (у співавт. з Г. Кушніренком)
- 1986 — «Мікко з Тампере просить поради» (у співавт. з Г. Кушніренком)
- 1986 — «Тільки ти» та ін.

### Актор
- 1973 — «Райські яблучка»
- 1977 — «А у нас була тиша...»
- 1983 — «Комета» та ін.

## Нагороди та досягнення
- 1960 — Головний приз ВКФ в Мінську («Непіддатливі»)
- 1962 — Почесний диплом на МКФ для молоді в Каннах («Дівчата»)
- 1976 — Срібна медаль імені О. П. Довженко («Батьківщини солдат»)
- Народний артист РРФСР (1979)
- Премія Ленінського комсомолу (1979) — за художні фільми про молодь і на героїка-патріотичну тему
- Приз XII ВКФ в Ашхабаді (1979) — за фільм «Поговоримо, брат…»
- Державна премія РРФСР імені Н.К. Крупської (1984) — за фільм «Не хочу бути дорослим» (1982)